# Frans de Vreng
Franciscus (Frans) de Vreng (Amsterdam, 11 april 1898 - aldaar, 13 maart 1974) was een Nederlands baan- en wegwielrenner.
De Vreng nam in zijn amateurtijd deel aan de Olympische Spelen van 1920 in Antwerpen en won één bronzen medailles; op de tandem met Piet Ikelaar. De Vreng deed aan nog twee andere onderdelen mee, waarin hij geen eremetaal won. Hij was professioneel wielrenner van 1922 tot 1925 en in het jaar 1930.
Hij was aangesloten bij De Germaan in Amsterdam.